# Blakroc
Blakroc (стилизованное как BlakRoc) — совместный студийный альбом с участием американской блюзовой рок-группы The Black Keys. Он был выпущен 24 ноября 2009 года и спродюсирован Damon Dash, соучредителем лейбла Roc-A-Fella Records, и группой The Black Keys, которая предоставила музыку и вокал. В альбоме участвуют несколько исполнителей хип-хопа и R&B, а именно Mos Def, Nicole Wray, Pharoahe Monch, Лудакрис, Billy Danze из M.O.P., Q-Tip из A Tribe Called Quest, Джим Джонс и NOE из ByrdGang, а также Raekwon, RZA и Ol’ Dirty Bastard из Wu-Tang Clan.

## Об альбоме
После того как Damon Dash, соучредитель и бывший совладелец Roc-A-Fella Records, начал слушать рок-дуэт The Black Keys из Огайо (который, по его словам, быстро стал его любимой группой), он связался с музыкантами, чтобы встретиться с ними лично. Дэш предложил им записаться в студии вместе с его другом и партнёром, нью-йоркским рэпером Джимом Джонсом, с которым Дэш недавно объединился, чтобы создать лейбл Splash Records.

## Отзывы
| Совокупная оценка   | Совокупная оценка |
| Источник            | Оценка            |
| ------------------- | ----------------- |
| Metacritic          | 72/100            |
| Оценки критиков     |                   |
| Источник            | Оценка            |
| BBC                 | (favorable)       |
| Clash               | [ 5 ]             |
| NME                 | (7/10)            |
| The Observer        | [ 7 ]             |
| Pitchfork Media     | (6.7/10)          |
| Slant Magazine      | [ 9 ]             |
| Spin                | (5/10)            |
| The Seattle Times   | (favorable)       |
| The Washington Post | (favorable)       |

Альбом получил положительные отзывы музыкальной критики и интернет-изданий.
Альбом достиг 1-го и 7-го места в чартах Billboard Heatseakers и Billboard Top Rap Albums соответственно. Ник Нейланд из BBC Music в своей рецензии написал: «Это удивительно убедительное и долгожданное воссоединение мира рэпа и рока, которое успешно передаёт спонтанность записи альбома».

## Список композиций
| №   | Название                                                                 | Автор(ы)                                            | Длительность |
| --- | ------------------------------------------------------------------------ | --------------------------------------------------- | ------------ |
| 1.  | «Coochie» (при участии Ludacris и Ol' Dirty Bastard)                     | Дэн Ауэрбах Патрик Карни Ludacris Ol' Dirty Bastard | 4:08         |
| 2.  | «On the Vista» (при участии Mos Def)                                     | Auerbach Carney Mos Def                             | 2:39         |
| 3.  | «Hard Times» (при участи NOE)                                            | Auerbach Carney NOE                                 | 2:38         |
| 4.  | «Dollaz & Sense» (при участии RZA и Pharoahe Monch)                      | Auerbach Carney Pharoahe Monch RZA                  | 3:47         |
| 5.  | «Why Can't I Forget Him» (при участии Nicole Wray)                       | Auerbach Carney                                     | 4:16         |
| 6.  | «Stay Off the Fuckin' Flowers» (при участии Raekwon)                     | Auerbach Carney Raekwon                             | 2:31         |
| 7.  | «Ain't Nothing Like You (Hoochie Coo)» (при участии Mos Def и Jim Jones) | Auerbach Carney Jim Jones Mos Def                   | 3:23         |
| 8.  | «Hope You're Happy» (при участии Billy Danze, Q-Tip и Nicole Wray)       | Auerbach Billy Danze Q-Tip Nicole Wray              | 2:11         |
| 9.  | «Tellin' Me Things» (при участии RZA)                                    | Auerbach RZA                                        | 2:39         |
| 10. | «What You Do to Me» (при участии Billy Danze, Jim Jones и Nicole Wray)   | Billy Danze Jones Wray                              | 5:14         |
| 11. | «Done Did It» (при участии Nicole Wray и NOE)                            | Auerbach Carney NOE                                 | 3:29         |

## Участники записи
- Дэн Ауэрбах — вокал, гитара, бас.
- Патрик Карни — ударные, продюсирование, перкуссия.

## Чарты
| Чарт (2009)                          | Высшая позиция |
| ------------------------------------ | -------------- |
| Австралия (ARIA Charts)              | 95             |
| США Billboard 200                    | 110            |
| США Billboard Top R&B/Hip-Hop Albums | 21             |
| США Billboard Top Rap Albums         | 7              |
| США Billboard Top Heatseekers        | 1              |